# Зорівська сільська територіальна громада
Зорівська сільська територіальна громада — територіальна громада в Україні, на територіїЗолотоніського району Черкаської області. Адміністративний центр — село Зорівка.
Площа громади — 121,57 км², населення — 2326 мешканців (2018).
Утворена 25 грудня 2015 року шляхом об'єднання Вершино-Згарської, Ленінської (Богданівської), Мехедівської сільських рад Драбівського району та Зорівської сільської ради Золотоніського району.
Згідно з розпорядженням Кабінету Міністрів України від 12.06.2020 № 728-р до складу громади були включені Кривоносівська та Лукашівська сільські ради Золотоніського району.

## Населені пункти
У складі громади 1 селище (Квітневе) і 8 сіл: Богданівка, Вершина-Згарська, Зорівка, Кривоносівка, Лукашівка, Мехедівка, Хрущівка, Чернещина.